# Coupe d'Irlande de football 1927-1928
Navigation
Édition précédente Édition suivante
La Coupe d'Irlande de football 1927-1928 , en anglais The Football Association of Ireland Challenge Cup, est la 7e édition de la Coupe d'Irlande de football organisée par la Fédération d'Irlande de football. La compétition commence le 7 janvier 1928, pour se terminer le 17 mars 1928. Le Bohemian Football Club remporte pour la première fois la compétition en battant en finale le tenant du titre le Drumcondra Football Club.

## Organisation
La compétition rassemble les dix clubs évoluant dans le championnat d'Irlande auxquels s'ajoutent huit clubs évoluant dans les championnats provinciaux du Munster et du Leinster : Drumcondra le tenant du titre de la compétition, Bendigo, Cobh Ramblers, Cork Bohemians, Cork City et Strandville.

## Premier tour
Les matchs se déroulent les 7 et 8 janvier 1928.
| Club recevant                    | Score | Club visiteur    | Date           |
| -------------------------------- | ----- | ---------------- | -------------- |
| Athlone Town                     | 3-9   | Drumcondra FC    | 7 janvier 1928 |
| Bohemian FC                      | 7-0   | Cobh Ramblers FC | 7 janvier      |
| Jacob's FC                       | 2-1   | Strandville      | 7 janvier      |
| Shelbourne FC                    | 2-0   | Brideville FC    | 8 janvier      |
| Bray Unknowns                    | 6-1   | Bendigo          | 8 janvier      |
| Saint James's Gate Football Club | 4-0   | Cork City        | 8 janvier      |
| Cork Bohemians                   | 2-4   | Fordsons FC      | 8 janvier      |
| Shamrock Rovers                  | 3-3   | Dundalk FC       | 8 janvier      |
| Dundalk FC                       | 4-1   | Shamrock Rovers  | 23 janvier     |

## Deuxième tour
Les matchs se déroulent les 21, 22 et 25 janvier 1928.
| Club recevant | Score | Club visiteur                    | Date            |
| ------------- | ----- | -------------------------------- | --------------- |
| Bohemian FC   | 5-0   | Saint James's Gate Football Club | 21 janvier 1928 |
| Shelbourne FC | 3-1   | Dundalk FC                       | 21 janvier      |
| Fordsons FC   | 2-1   | Jacob's FC                       | 22 janvier      |
| Bray Unknowns | 2-2   | Drumcondra FC                    | 25 janvier      |
| Drumcondra FC | 4-1   | Bray Unknowns                    | 29 janvier      |

## Demi-finales
| Première demi-finale | Fordsons Football Club | 0-3 | Drumcondra Football Club | Mardyke, Cork |  |
| 19 février 1928      |                        |     | McCarney Doyle (2)       |               |  |

| Deuxième demi-finale | Bohemian Football Club | 1-1 | Shelbourne Football Club | Dalymount Park, Dublin |  |
| 4 février 1928       | McMahon ?              |     | McCarthy                 |                        |  |

| Deuxième demi-finale - match d'appui | Bohemian Football Club | 0-0 | Shelbourne Football Club | Dalymount Park, Dublin |
| 19 février 1928                      |                        |     |                          |                        |

| Deuxième demi-finale - deuxième match d'appui | Bohemian Football Club           | 4-1 | Shelbourne Football Club | Dalymount Park, Dublin |  |
| 22 février 1928                               | Dennis Daly (csc) White Robinson |     | Kinsella                 |                        |  |

## Finale
| Finale       | Drumcondra Football Club | 1-2 | Bohemian Football Club | Dalymount Park, Dublin |                      |
| 17 mars 1928 | Keogh                    |     | White Dennis           | Spectateurs : 25 000   | Spectateurs : 25 000 |